# Ибрагим, Хаува
Хаува Ибрагим (англ. Hauwa Ibrahim; род. 20 января 1968, Гомбе, Нигерия) — нигерийский адвокат, лауреат премии имени Сахарова (2005).

## Биография
Хаува Ибрагим родилась в 1968 году. Её детство прошло в сельской местности. Работала прокурором в министерстве юстиции штата Баучи. В 1999 году стала адвокатом. Она считается первой мусульманкой в Нигерии, получившей эту должность. В 2000 году стала первой женщиной, избранной государственным секретарём Национальной ассоциации адвокатов Нигерии.
Ибрагим стала известна как защитница прав человека и борец с религиозным фундаментализмом в Нигерии. Она защищала более 150 человек, судимых по законам шариата, в том числе женщин, признанных виновными в прелюбодеянии и приговорённых к побиванию камнями. Среди её подзащитных была Амина Лаваль, которая в итоге была оправдана. Адвокат также боролась с наказаниями в виде ампутации конечностей за воровство. В 2005 году Ибрагим была удостоена премии имени Сахарова за свою деятельность. Она разделила награду с двумя организациями «Репортёры без границ» и «Женщины в белом».
Ибрагим поддерживает образование среди девочек и считает его важным для расширения прав женщин. Она является консультантом нескольких правозащитных и неправительственных организаций мира, преподавала в Гарвардской школа богословия и Йельском университете. Также она президент «Института мира» (англ. The Peace Institute). Ибрагим опубликовала бестселлер Practicing Shariah Law: Seven Strategies for Achieving Justice in Shariah Courts («Практика шариатского права: семь стратегий достижения справедливости в шариатских судах»). В мае 2014 года президент Гудлак Джонатан включил её в состав комиссии по расследованию массового похищения в Чибоке. В 2015 году она выступила в Европейском парламенте.

## Награды
- Margaret Brent Women Lawyers of Achievement Award от Американской ассоциации юристов (2004)
- Кавалер ордена «За заслуги перед Итальянской Республикой» (2005)[6]
- Премия имени Сахарова (2005)
- Почётный гражданин города Париж (2006)